# Transposició de Hofmann
La transposició de Hofmann és una reacció química que permet obtenir a partir d'una amida primària, una amina primària i diòxid de carboni. La reacció segueix un mecanisme de reacció complex, semblant al de la transposició de Curtius, que inclou una transposició del grup alquil. S'anomena així en honor del seu descobridor August Wilhelm von Hofmann.

## Condicions de reacció
A la transposició de Hofmann, una amida no substituïda és tractada amb hipobromit de sodi (o es pot generar in situ brom amb hidròxid sòdic), per produir una amina primària que té un carboni menys que l'amida inicial. El grup R pot ser tant alquil com aril, però si és un grup alquil de més de sis carbonis el rendiment pot disminuir a menys que s'empri Br₂ i NaOMe. Una altra modificació fa servir N-bromosuccinimida (NBS) i NaOMe. Pot haver reaccions secundàries d'oxidació a nitrils en les amines on el nitrogen es troba en un carboni primari.
Les imides poden formar α-aminoàcids. Per exemple, la reacció de Hofmann amb ftalimida produeix àcid antranílic:
Les α-haloamides produeixen haloamines geminals que produeixen imines per eliminació i al seu torn aquestes són hidrolitzades en les condicions de reacció al seu carbonil corresponent:
Una reacció secundària sobre aquests substrats produeix gem-dihalogenurs.
Les α-hidroxiamides produeixen aldehids i cetones per eliminació d'amoniac:
La urea i els ureids produeixen hidrazines:

## Mecanisme de reacció

### Formació de bromoamida
En reaccionar l'amida primària amb Br₂ en medi aquós fortament alcalí (NaOH/H₂O) es produeix la desprotonació de l'amida (reacció àcid-base) i posterior addició electrofílica  del brom formant la bromoamida com a intermedi de reacción.

### Formació d'isocianat
L'efecte inductiu atractor d'electrons del brom sobre el nitrogen augmenta l'acidesa de la bromoamina permetent la seva desprotonació en el medi fortament bàsic (reacció àcid-base) formant-se l'anió bromoamida. La sortida del bromur i la densitat positiva resultant sobre el nitrogen permeten la transposició del grup alquil produint un intermedi isocianat.
Hi pot haver reaccions secundàries on l'amina formada es pot addicionar a una altra molècula d'isocianat per formar urees.

### Formació d'àcid carbàmic
L'addició nucleofílica d'un hidroxil sobre el carboni i la posterior monoprotonació del nitrogen (reacció àcid-base) produeixen l'intermedi de reacció àcid carbámic.

### Obtenció de l'amina primària
El grup carboxil de l'àcid carbàmic en solució alcalina es desprotona (reacció àcid-base) i espontàniament produeix el trencament de la molècula obtenint-se diòxid de carboni i una amina primària.

## Variacions
Una variació empra una β-hidroxiamida primària amb fenil {bis [(trifluoroacetil) oxi]} - λ3-yodano [Ph(O₂CCF₃)₂] en acetonitril aquós. Es produeix un isocianat via – (C=O) N–I, i aquest grup reacciona per produir un carbamat heterocíclic:

## Degradació de Weerman
La degradació de Weerman és una reacció orgànica en la química de carbohidrats en la que una aldonamida (derivat d'un àcid aldónico) es degrada amb hipoclorit de sodi en un mecanisme de degradació de Hofmann a CO₂ i una aldosa d'un carboni menys. La reacció és nomenada així pel químic R. A. Weerman.